# Pavel Zuyevich
Pavel Zuyevich (tiếng Belarus: Павел Зуевіч; tiếng Nga: Павел Зуевич; sinh 12 tháng 7 năm 1997) là một cầu thủ bóng đá Belarus. Tính đến năm 2017, anh thi đấu cho Slutsk.